# Prodigium
Un prodigium (palabra latina, "acontecimiento prodigioso", en plural, prodigia) en su acepción más amplia en la religión de la Antigua Roma era cualquier signo por el que los dioses indicaban a los hombres un evento que se iba a producir ya fuese positivo o negativo, por lo que podían incluir presagios o augurios. Sin embargo, la mayoría de las veces se emplea en un sentido más restrictivo en forma de incidente extraño o apariencia maravillosa como signo de desviaciones antinaturales del orden predecible del cosmos indicando un desagrado o enojo divino ante una ofensa religiosa por lo que debe expiarse con ritos de procuratio (prevención) que conjuran y evitan expresiones más destructivas de la cólera divina. Era considerado como una interrupción de la pax deorum, la "paz con los dioses".
Compárese con ostentum y portentum, signos que denotan un fenómeno extraordinario inanimado, y con monstrum y miraculum, con características no naturales en los humanos.
Los prodigios eran un tipo de auspicia oblativa, es decir, signos que han ocurrido y fueron observados sin buscarse deliberadamente como sería el caso de un procedimiento formal de augurio. Presuntos prodigios fueron reportados como un deber cívico. Un sistema de referencias oficiales filtraba los que parecían insignificantes o falsos antes de que fueran informados al Senado, que realizaba una investigación adicional; este procedimiento era la procuratio prodigiorum. Los prodigios confirmados como genuinos eran remitidos a los pontífices y augures para la expiación ritual. En casos particularmente graves o difíciles, los decemviri sacris faciundis podían buscar orientación y sugerencias en los Libros sibilinos.
La cantidad de prodigios confirmados aumentaba en tiempos difíciles. En 207 a. C., durante una de las peores crisis de las Guerras Púnicas, el Senado trató un número de casos sin precedente, cuya expiación habría implicado "al menos veinte días" de ritos dedicados. Como grandes prodigios de ese año se incluyeron la ignición espontánea de armas, la aparente contracción del disco solar, dos lunas en un cielo iluminado por el día, una batalla cósmica entre el sol y la luna, una lluvia de piedras al rojo vivo, un sudor sangriento en las estatuas y sangre en fuentes y espigas de cereales. Por ello tuvieron que ser expiados mediante sacrificios de "víctimas mayores". Los prodigios menores eran menos agresivos pero igualmente antinaturales, del tipo de ovejas que se convertían en cabras o gallinas en gallos, y viceversa. Estos pequeños prodigios eran debidamente expiados con "víctimas menores". El descubrimiento de un niño hermafrodita de cuatro años fue expiado por su ahogamiento y una procesión sagrada de 27 vírgenes al templo de Juno Regina, cantando un himno para evitar un desastre. Un rayo durante los ensayos del himno requirió una nueva expiación.  La restitución religiosa fue probada solo cuando llegó la victoria de Roma.
El entierro expiatorio de víctimas humanas vivas en el Forum Boarium siguió a la derrota de Roma en Cannas. En el relato de Livio, a la victoria de Roma le sigue la descarga de deberes religiosos a los dioses. Livio narró la escasez de prodigios en su época como una pérdida de comunicación entre dioses y hombres. En la República y posteriormente, el informe de prodigios públicos fue desplazado cada vez más por un "nuevo interés en los signos y augurios asociados con individuos carismáticos".